# Église Saint-Malo de Magny-en-Bessin
Pour les articles homonymes, voir Église Saint-Malo.
L'église Saint-Malo est une église catholique située à Magny-en-Bessin, en France.

## Localisation
L'église est située dans le département français du Calvados, sur la commune de Magny-en-Bessin.

## Historique
L'édifice, sous le vocable du saint breton Maclou, est daté du XIIIe siècle et rénové au milieu du XIXe siècle sous l'impulsion du comte Achard de Bonvouloir, dans le style de la période de construction initiale.
Une chapelle seigneuriale a été construite à une date indéfinie.
Le toit en bâtière du clocher est bâti en 1628 comme en témoigne une inscription.
Un nouvel autel est mis en place au milieu du XIXe siècle.

## Description
L'église est en croix latine et orientée.

## Mobilier

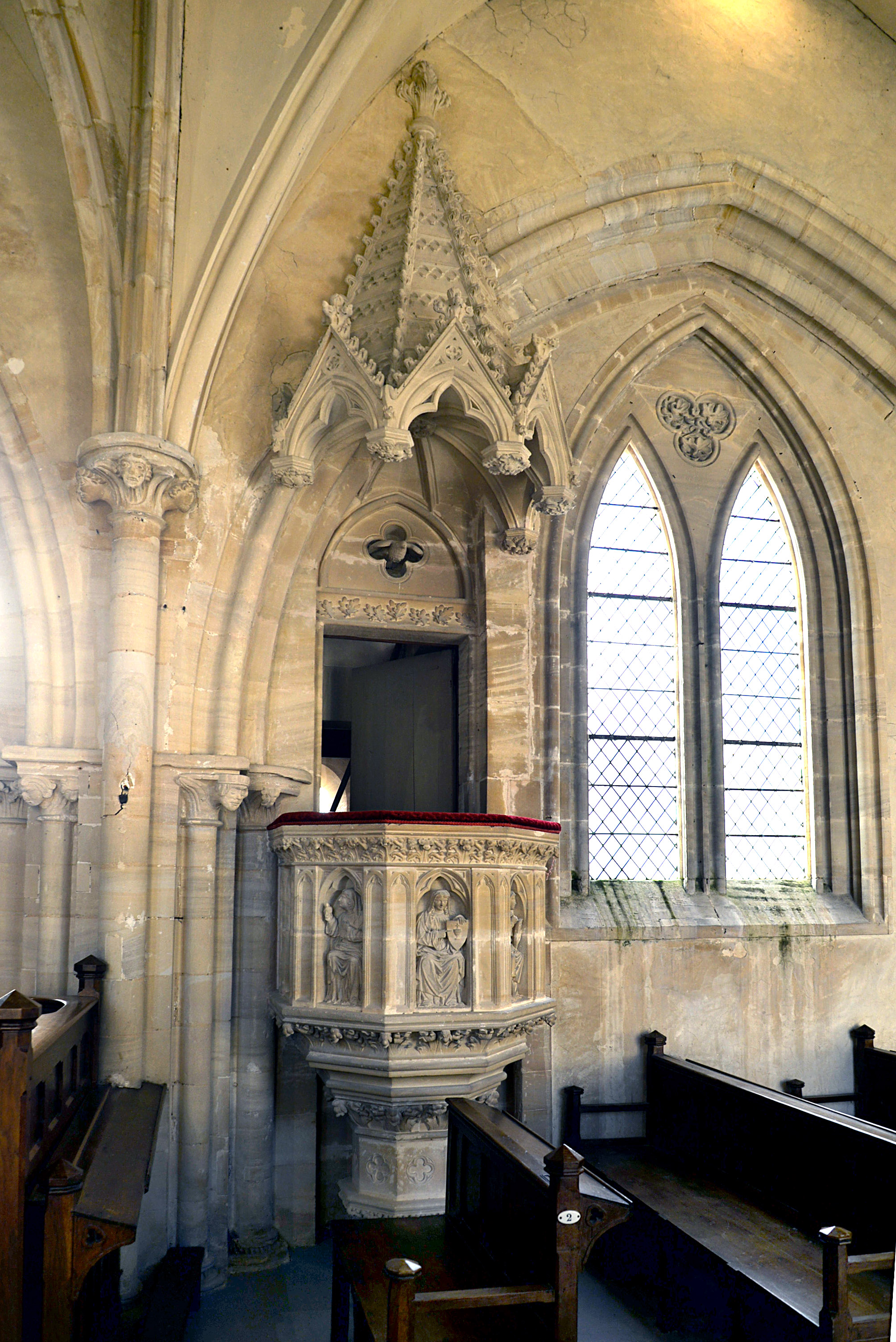
La chaire datée du XIXe siècle.

L'église contient la pierre tombale de Nicolas Joseph Foucault, mort en 1772. L'inscription, quoique martelée pendant la Révolution française, peut encore être déchiffrée au temps d'Arcisse de Caumont.
L'édifice conserve également la pierre tombale de Guillaume de Manoury du Tremblay, seigneur de Magny et du château de Magny-en-Bessin et mort en 1501.
Une chaire inspirée de la chaire de Vitré est mise en place au XIXe siècle et dont le décor s'inspire du porche méridional de la cathédrale de Chartres.